# 朱楨 (明朝)

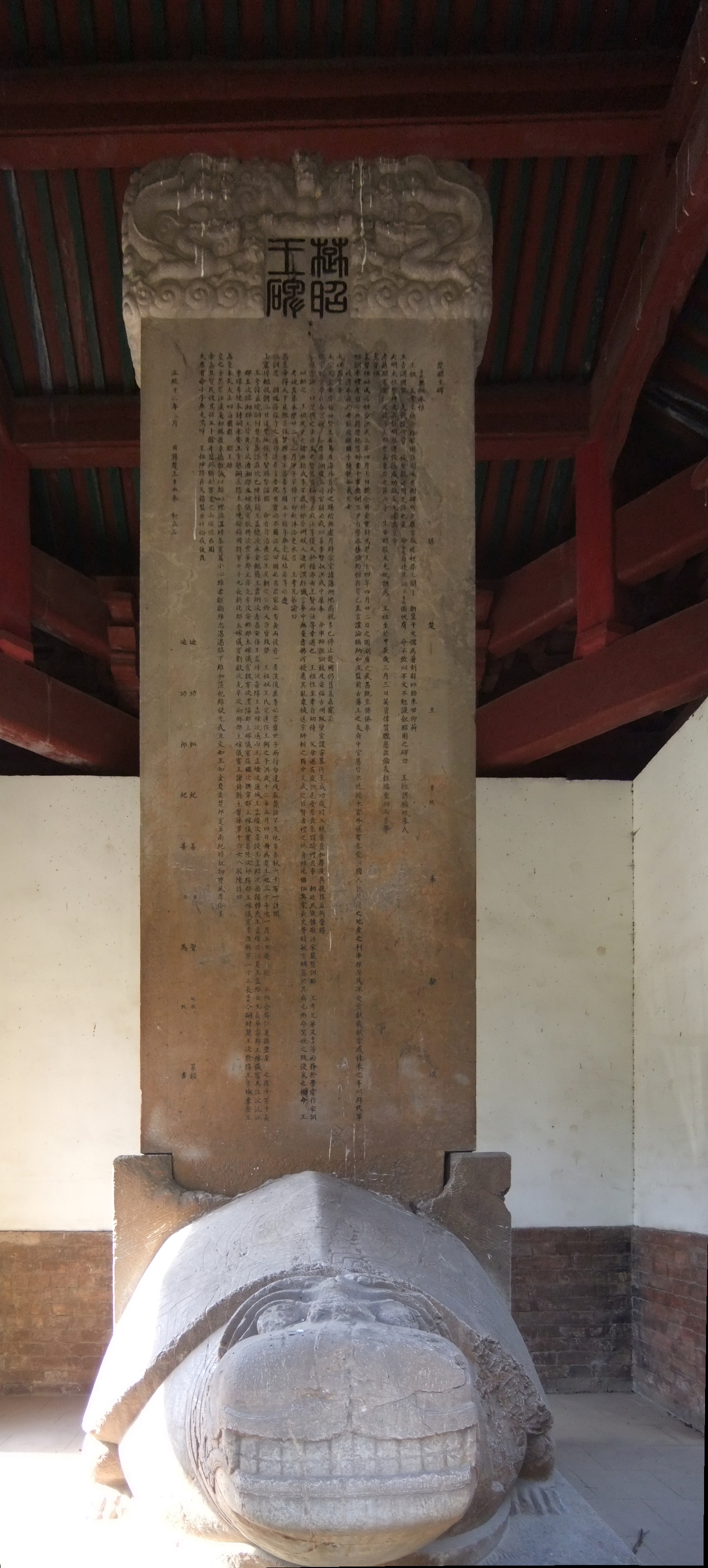
位于明楚王墓的楚昭王碑(和它的赑屃)

朱楨（1364年4月5日—1424年3月22日），明朝第一代楚王，明太祖第六子，母充妃胡氏。

## 生平
甲辰年（元至正二十四年）三月初三日（1364年4月5日）生。他出生时，明太祖朱元璋兵攻克武昌，朱元璋甚喜，问羣臣“武昌古何地也”，对曰楚，朱元璋说“子长，予楚”。洪武三年四月初七封（1370年）朱楨為齐王，铸齐王之印，三次铸造都失敗，朱元璋记起昔日曾许封楚之事，改封朱楨为楚王。洪武十四年四月二十二日就藩武昌府。妃王氏，定远侯王弼之女。
朱楨在1385年受命與湯和、周德興領兵鎮壓銅鼓和思州（兩地在今貴州省內）的少數民族叛亂。1397年被任命為討伐古州（在今貴州省內）少數民族叛亂的主帥。他在永乐二十二年（1424年）二月二十二日去世，葬武昌灵泉山。死後諡曰昭，故又稱楚昭王。由兒子朱孟烷繼承王位。

## 家庭

### 妻
- 王氏（1363年－1397年），定遠侯王弼之女，洪武十二年（1379年）冊為楚王妃[2]，生二男、四女[3]

### 妾
- 潘氏，生朱孟煒[4]
- 李氏，生朱孟爚[5]
- 華氏，生朱孟燦[6]

### 子
- 庶第一子：巴陵悼簡王朱孟熜
- 庶第二子：永安懿簡王朱孟炯
- 嫡第三子：楚世子→楚莊王朱孟烷
- 嫡第四子：壽昌安僖王朱孟焯
- 庶第五子：崇陽靖簡王朱孟煒
- 庶第六子：通山靖恭王朱孟爚
- 庶第七子：通城莊靖王朱孟燦
- 庶第八子：景陵順靖王朱孟炤
- 庶第九子：岳陽悼惠王朱孟爟
- 庶第十子：江夏康靖王朱孟炬

### 女
- 第一女：華容郡主，儀賓馬注
- 第二女：沅江郡主，早卒
- 第三女：臨湘郡主，早卒
- 第四女：清湘郡主，儀賓耿琇
- 第五女：雲夢郡主，早卒
- 第六女：安鄉郡主，儀賓魏寧
- 第七女：澧陽郡主，儀賓張鑑
- 第八女：興寧郡主，儀賓葛隆
- 第九女：祁陽郡主，儀賓李澄[7]

## 墓葬
1990年12月5日至1991年1月10日，由湖北省文物考古研究所主持，武汉市博物馆和武昌县博物馆的考古人员参加，共同对明楚昭王墓进行了发掘。

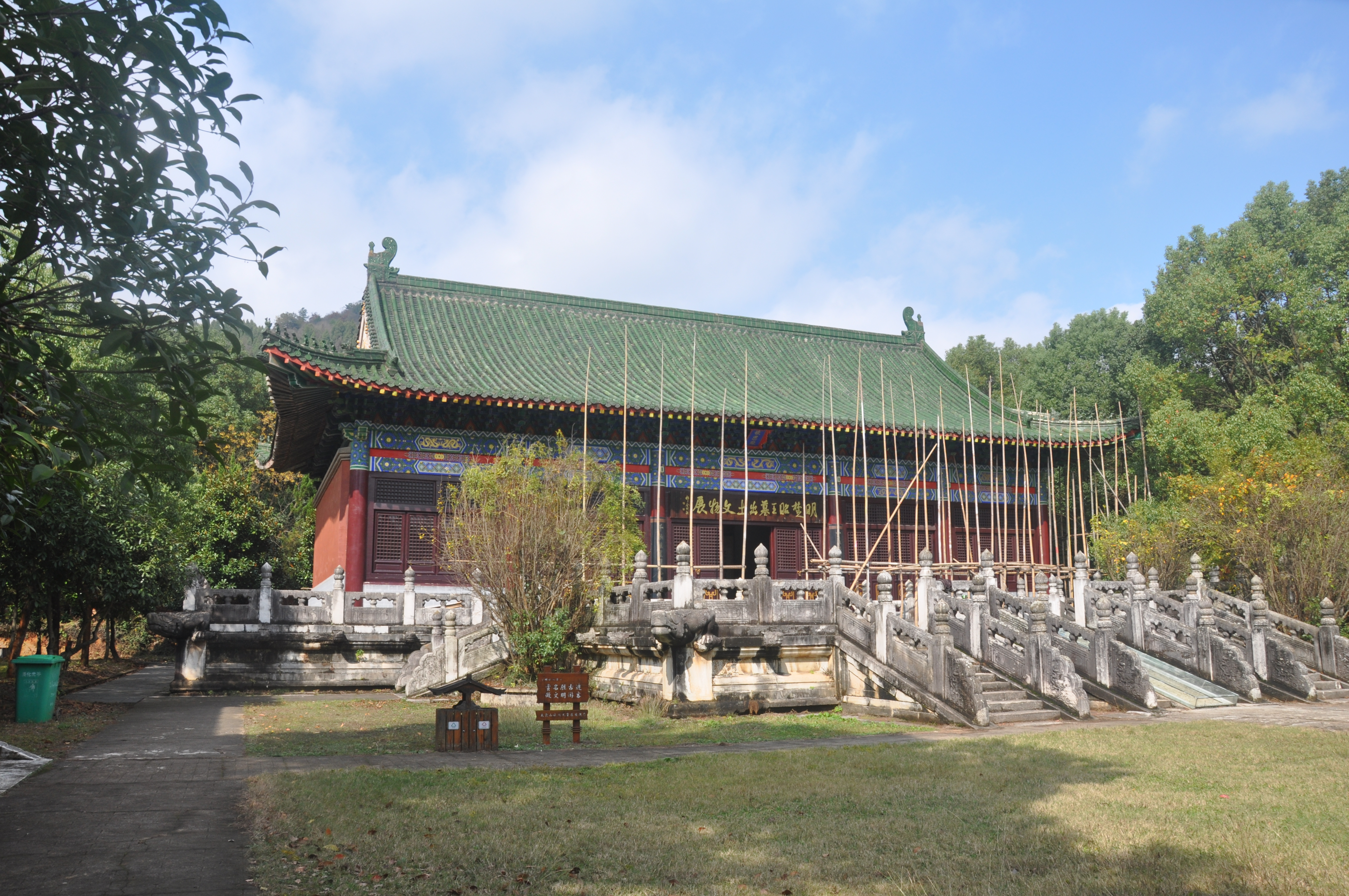
明楚昭王墓复建的享殿
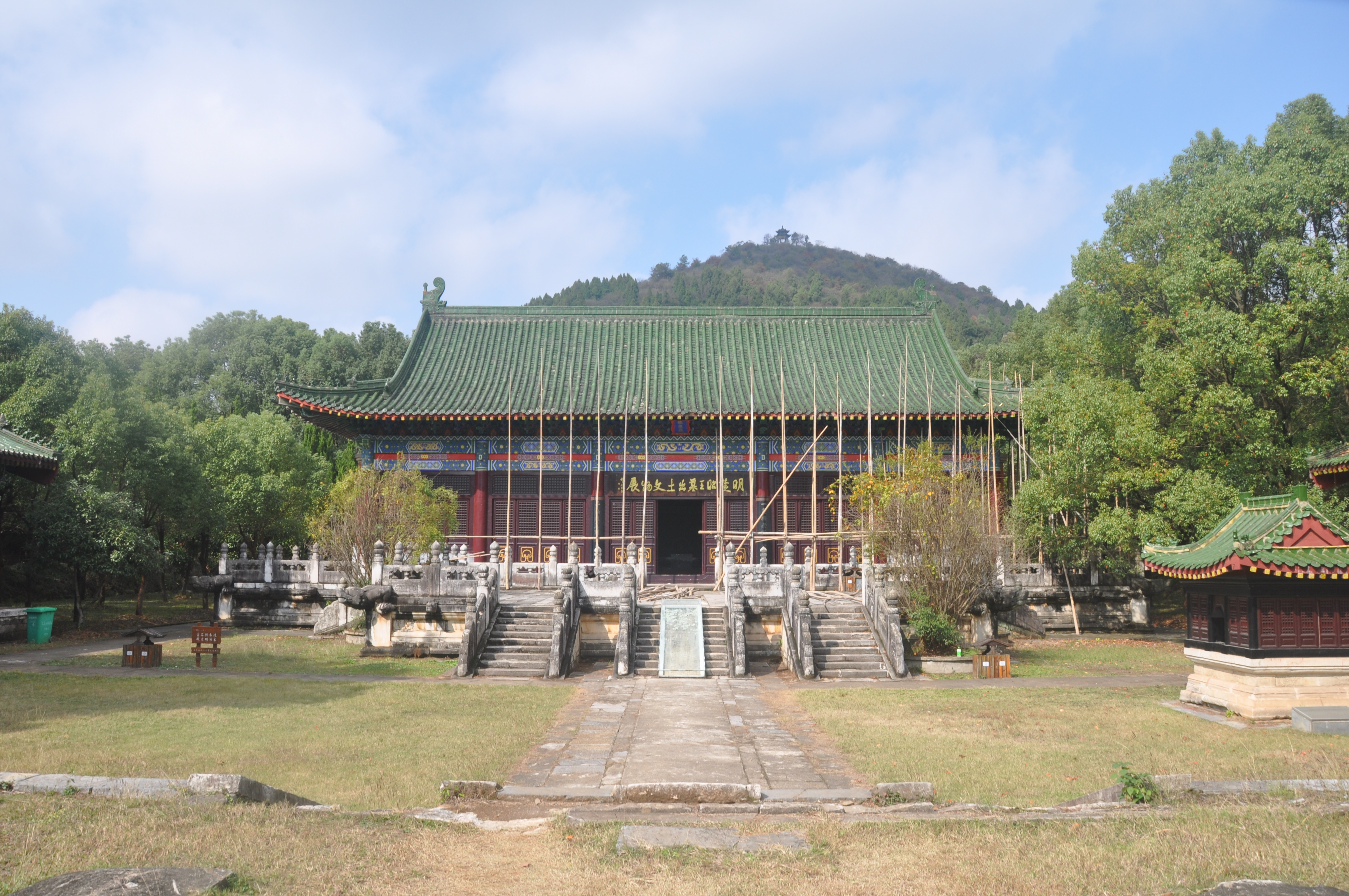
明楚昭王墓享殿
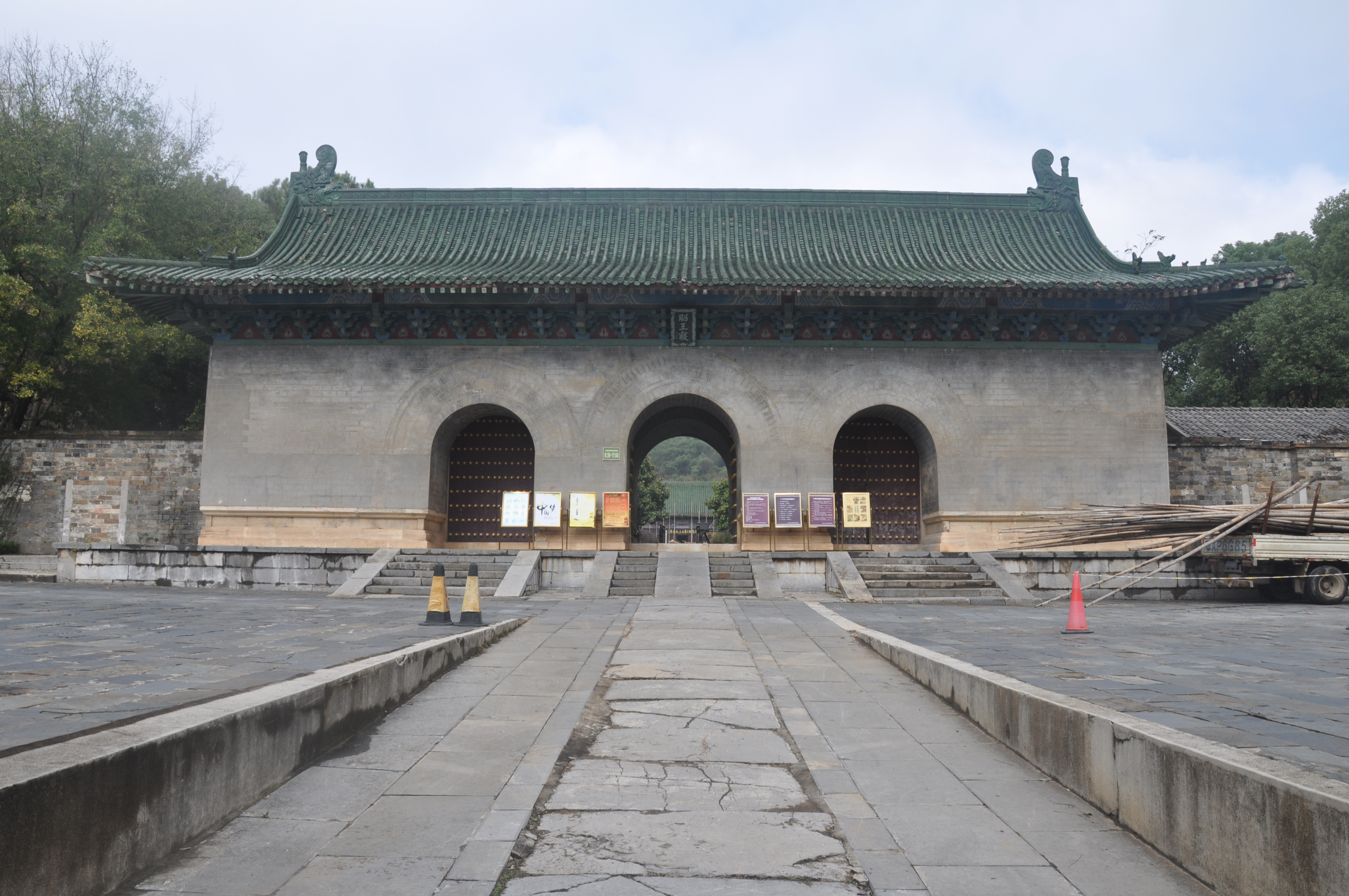
明楚昭王墓大门
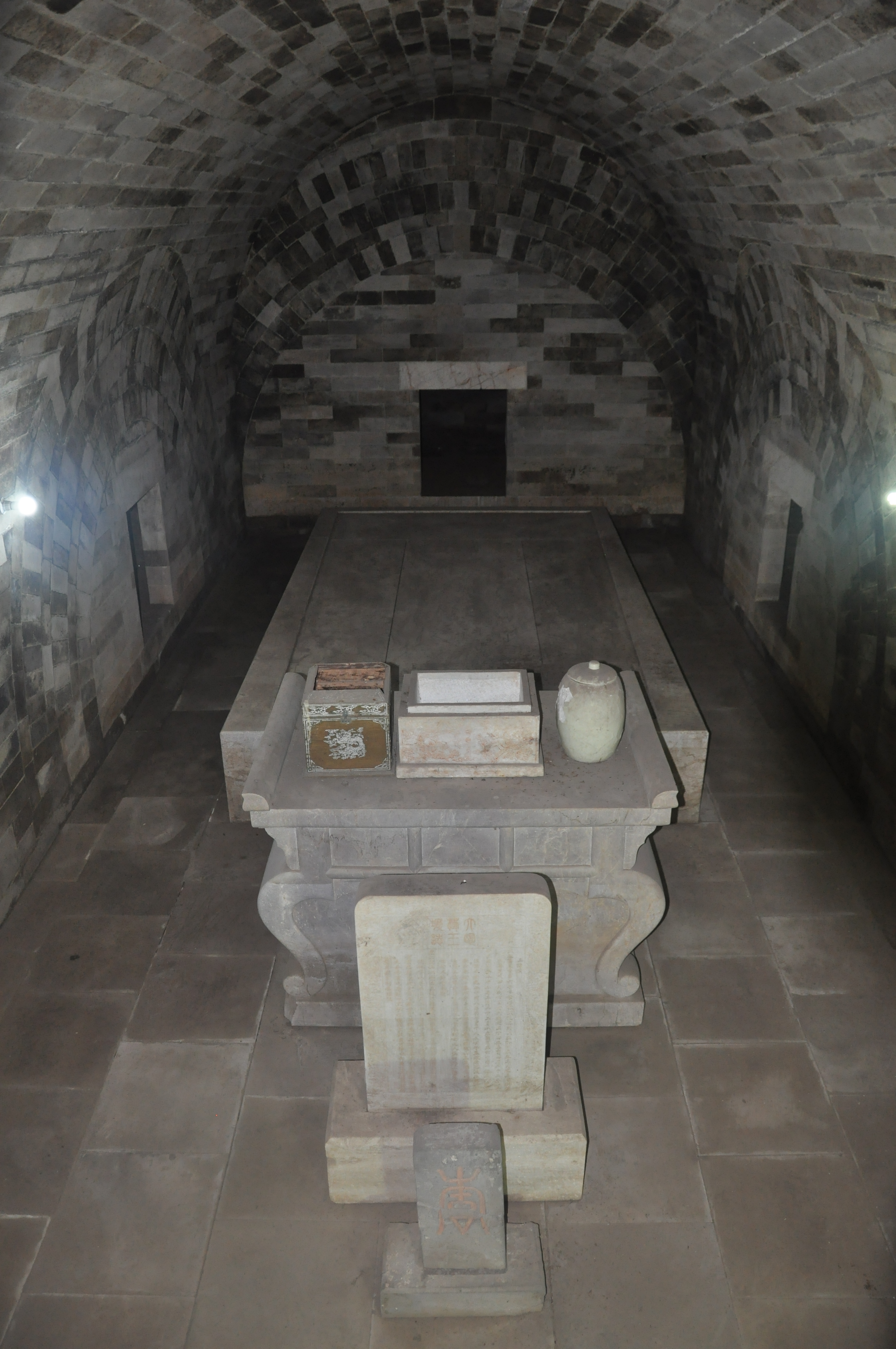
明楚昭王墓墓室
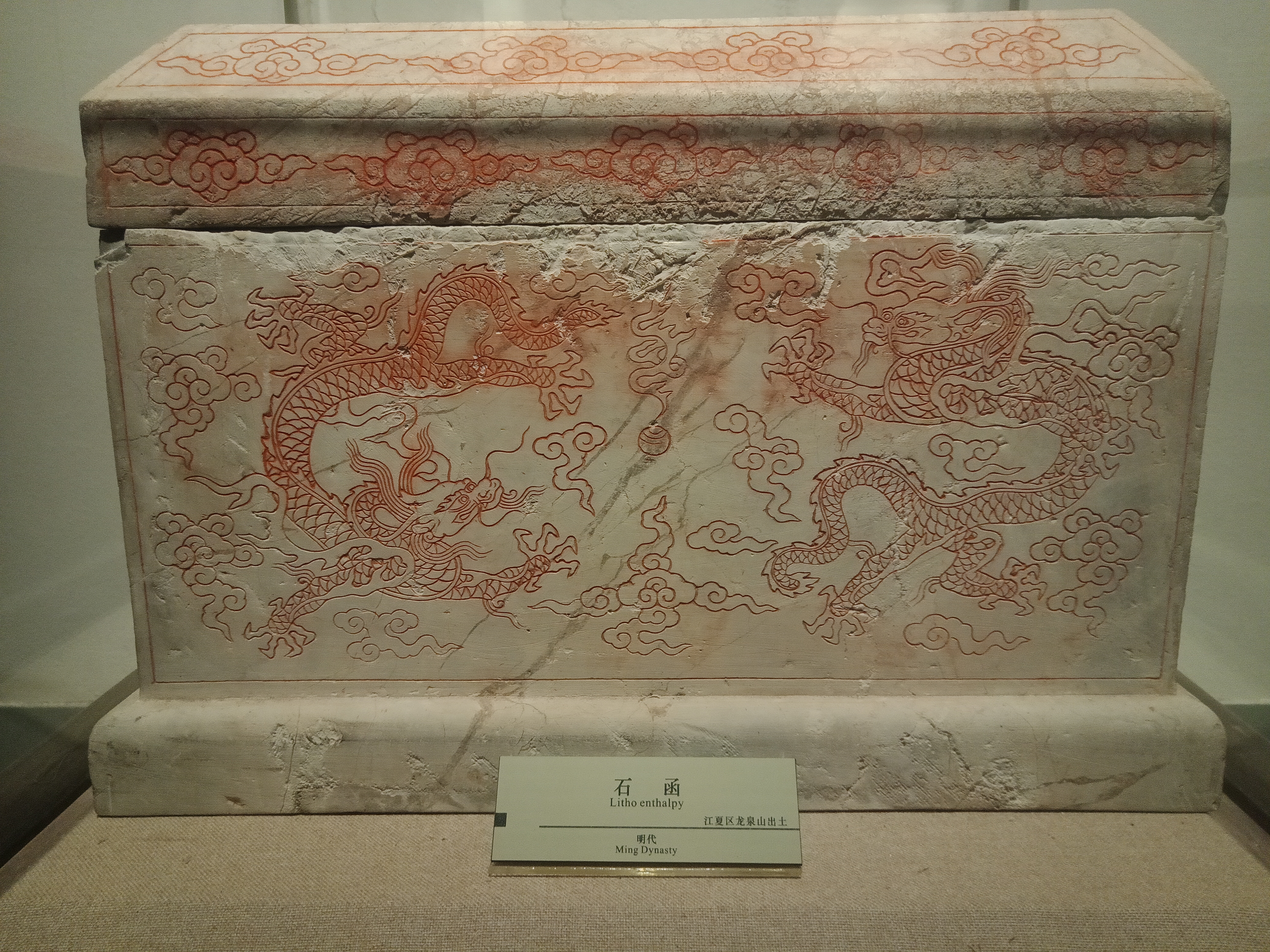
明楚昭王墓出土石函
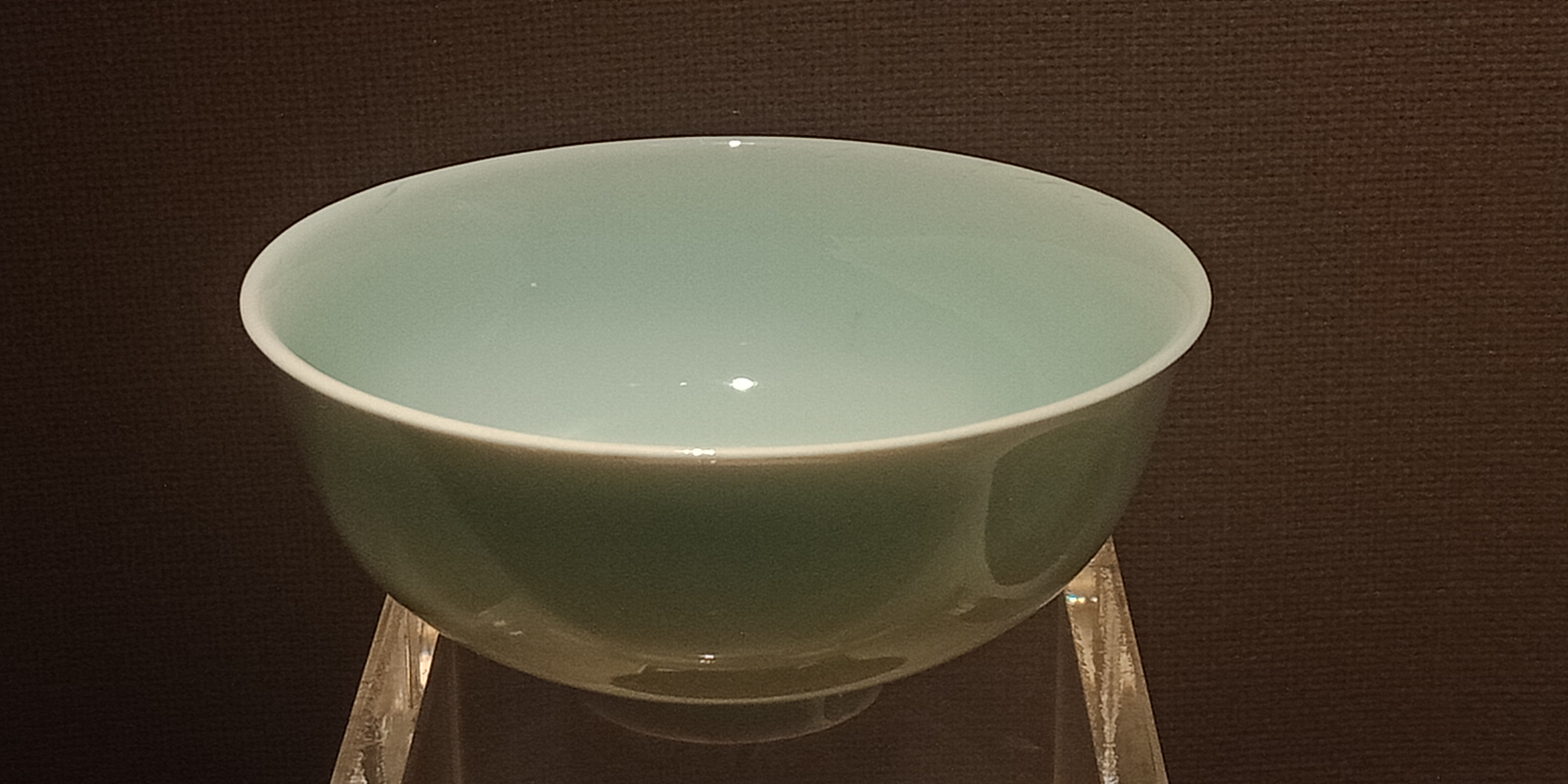
明楚昭王墓出土龙泉青瓷碗
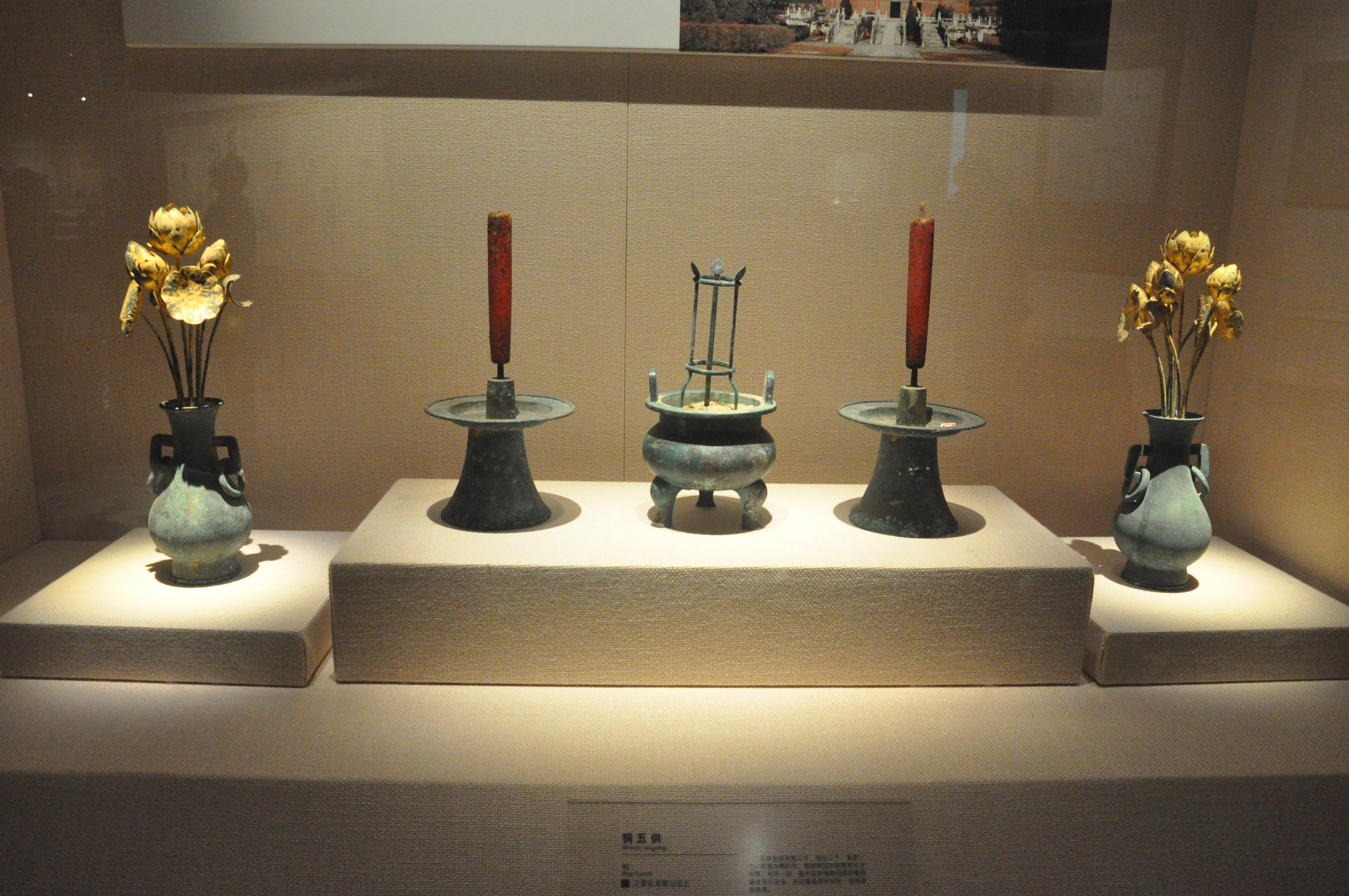
明楚王墓出土铜五供
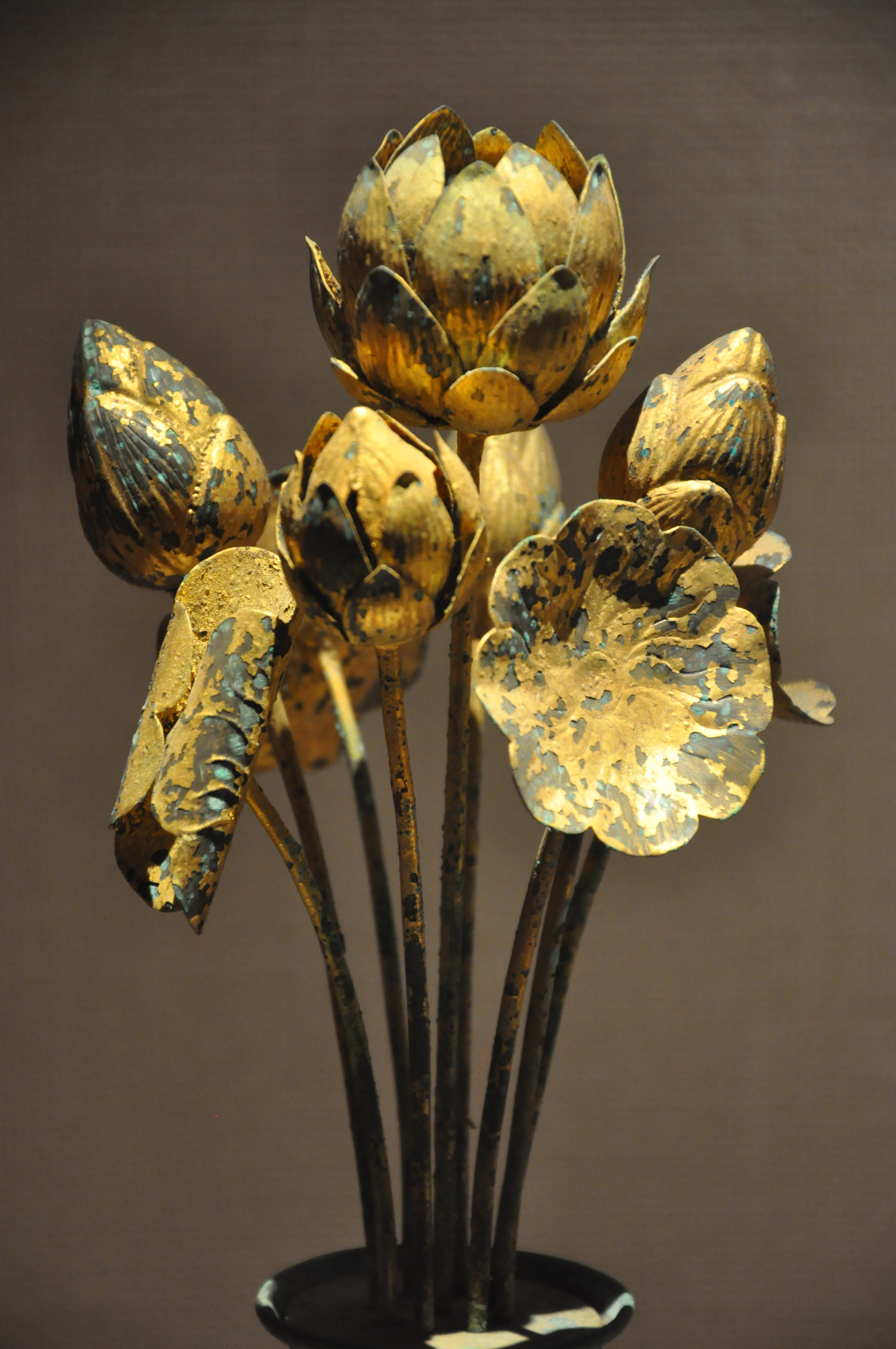
明楚王墓出土铜五供-鎏金铜花局部
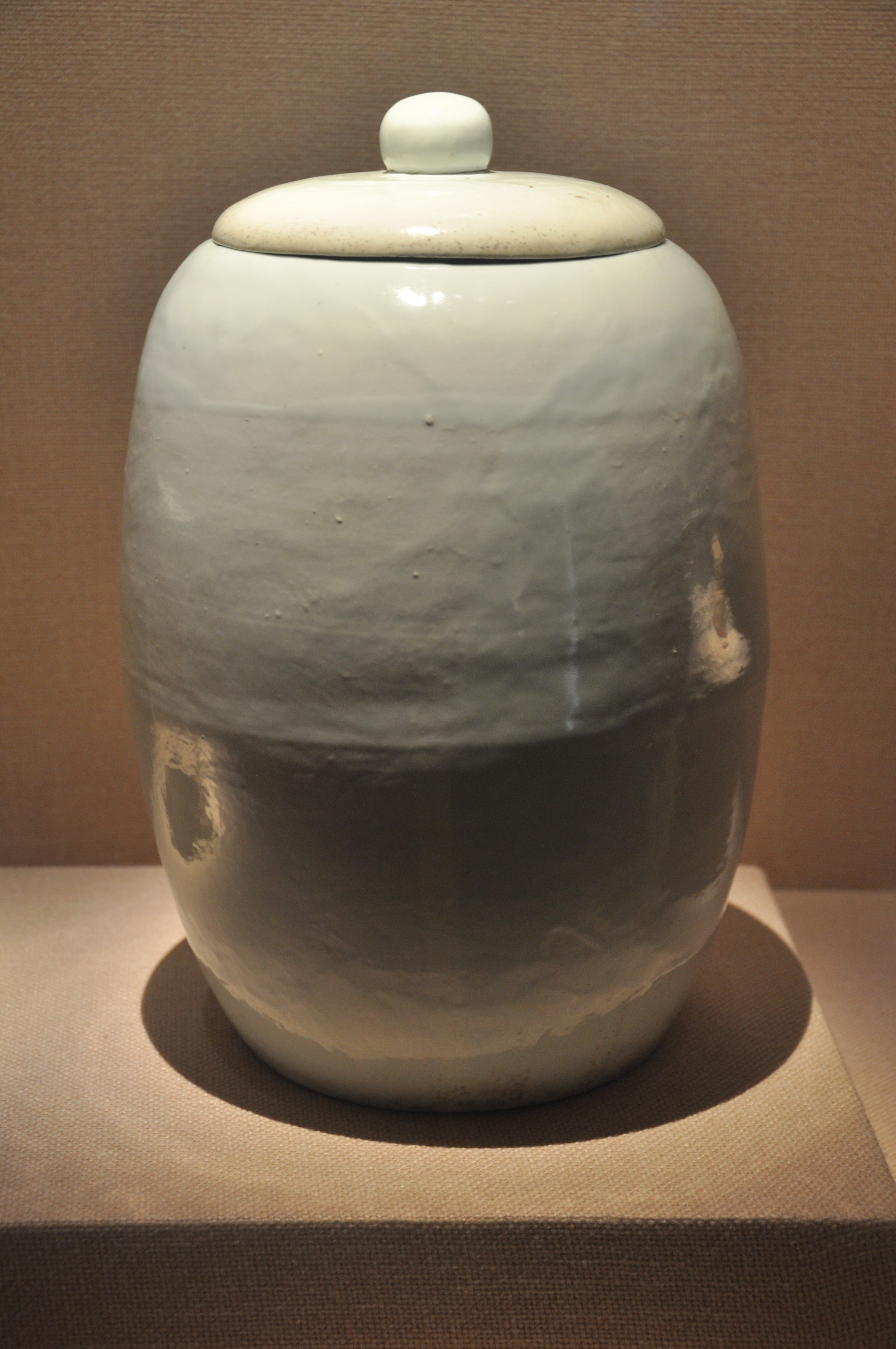
明楚王墓出土青瓷罐

### 封册
鎏金铜封册一件，由相接的兩版組成，全文如下：

　　维洪武三年岁次庚戌四月己未朔越七

　　日乙丑，

皇帝若曰：昔君天下者，禄及有德。贵子必王，此

　　人事耳。然居位受福，国于一方，尤简在

帝心。小子桢，今命尔为楚王。分茅胙土，岂易事

　　哉？朕起自农民，与群雄并驱十有八年，艰

　　苦百端。志在奉

天地，享神祗。张皇师旅，伐罪救民，时刻弗怠，以

　　成帝业。今尔固其国者，当敬

天地在心，不可踰礼。祀其

宗社山川，依时享之。谨兵卫，恤下民，必尽其道。

　　於戯！奉

天勤民，藩辅帝室，能脩厥德，则永膺多福。体朕

　　训言，尚其慎之。

### 谥册
鎏金铜谥册一件，全文如下：

　维永乐二十二年岁次甲辰三月

　丁丑朔越十五辛卯，

皇帝制曰：朕惟告王之典，生既有爵，

　殁必有谥。名所以彰其德，谥所以

　表其行。故行有大小，谥有重轻。此

　古今公议，不可废也。朕弟楚王，资

　禀温厚，笃于孝友，安荣贵富，寔期

　永久。属茲遘疾，遽然薨逝。特遵古

　典，赐尔谥曰昭。於戯！德以名彰，行

　因谥显。王其有知，服斯宠命。

### 壙誌
石壙誌置於石供桌前，由座與誌石榫接而成。誌石呈長方形（上部為圓角）碑狀，全文如下：

[誌額]

大朙楚王壙誌

[誌文]

　　王諱楨，

太祖高皇帝第六子也。母昭敬太充妃胡氏。生於甲辰年三月之三日。洪武

　　三年庚戌四月初七日，冊封為楚王。十四年辛酉四月二十二日，始受

命之國。永樂二十二年二月二十二日，以疾薨，享年六十有一。妃王氏，定遠

　　侯弼之女，先二十有八年薨。子男十人：長世子孟烷；次巴陵王孟㷓，先

　　薨；次永安王孟炯；壽昌王孟焯；崇陽王孟煒；通山王孟爚；通城王孟燦；

　　景陵王孟炤；岳陽王孟爟；第十子未封。女九人，俱封郡主。孫男十五人，

　　女七人。訃音来聞，

皇上念王以骨肉至親，不勝哀悼，輟視朝七日，命有司治喪葬，賜謚曰昭，遣

　　使馳祭。以本年五月二十八日，葬于國之東南靈泉山之原。嗚呼！王以

　宗室之親，受封大國，安榮貴富，莫與為比。政期享兹壽祉，永作藩屏，以樂

　　太平無窮之慶。胡一旦嬰疾，遽罹大故，良可悼也。夫爰述其㮣，誌諸幽

　　堂，用垂不朽焉。謹誌。

### 書目
- 《明史》一百一十六

### 出處
1. ↑  明·何乔远《名山藏》卷三十六·分藩记一
2. ↑  《明太祖實錄》卷122
3. ↑  《楚妃王氏壙誌》
4. ↑  《明英宗实录》卷163
5. ↑  《明英宗实录》卷118
6. ↑  《明英宗实录》卷260
7. ↑  《楚昭王碑》
8. ↑  《武昌龙泉山明代楚昭王墓发掘简报》，《文物》2003年第2期。

| 無 原因：明太祖封之 | 明楚國國王 1370年－1424年 | 繼任者： 子莊王朱孟烷 |